# Катастрофа DHC-5 під Лібревілем
Катастрофа DHC-5 під Лібревілем — авіаційна катастрофа, що сталася 27 квітня 1993 року в 500 метрах від узбережжя міста Лібревіль (столиці Габону). Пасажирський авіалайнер De Havilland Canada DHC-5D Buffalo з бортовим номером AF-319, що належав ВПС Замбії мав виконувати пасажирський рейс за перевезенням збірної Замбії з футболу на кваліфікаційний матч до чемпіонату світу-1994 Сенегал—Замбія, що мав проволитися в Дакарі. Літак мав виконувати рейс за сполученням Лусака—Браззавіль—Лібревіль—Абіджан—Дакар, але через кілька хвилин після вильоту з аеропорту імені Леона Мба в Лібревілі, лівий двигун спалахнув і зупинився. Пілот зупинив правий двигун, літак остаточно втратив тягу і впав у води Атлантичного океану приблизно за 500 метрів від узбережжя. У катастрофі загинули всі 30 осіб, що перебували на борту (крім пілотів, загинули 18 гравців збірної Замбії, а також головний тренер і обслуговуючий персонал).
В результаті катастрофи ослаблена збірна посіла лише друге місце у групі 2 фінального етапу відбіркових матчів.

## Літак
Літак надійшов на озброєння у 1975 році. З кінця 1992 року та до 21 квітня 1993 року літак проходив сервісне обслуговування. Літні випробування були проведені 22 квітня та 26 квітня. До вильоту в Сенегал були виявлені проблеми з двигуном, але літак вилетів у Дакар.

## Хронологія подій

Схема всього маршруту

Рейс було організовано замбійським ВПС для перевезення національної збірної з футболу до Дакару, де мав відбутися відбірковий матч Чемпіонату світу проти збірної Сенегалу. Під час польоту планувалося зробити три дозаправки: у Браззавілі (Республіка Конго), у Лібревілі (Габон) та в Абіджані (Кот-д'Івуар).
Під час першої зупинки у Браззавілі були виявлені проблеми з лівим двигуном, але пілотом було ухвалено рішення продовжити політ. Через кілька хвилин після вильоту з Лібревіля лівий двигун спалахнув і зупинився. Пілот зупинив правий двигун, літак остаточно втратив тягу і впав у воду приблизно за 500 метрів від узбережжя.

## Розслідування
Офіційне розслідування встановило, що падіння сталося внаслідок неправильних дій пілота під час займання двигуна.
У 2003 році габонський уряд оприлюднив доповідь, в якій повідомлялося, що катастрофа стала наслідком помилки пілота і несправності системи оповіщення про неполадки на борту.